# 恭泰
恭泰（穆麟德轉寫：gungtai；？—1798年），富察氏，初名公春，字伯震、履安，號蘭巖，公春，满洲镶黄旗人，进士出身，清朝政治人物。

## 生平
乾隆甲午科举人，四十三年（1778年）登進士，改庶吉士，后升爲翰林院侍讀。乾隆五十一年（1786年）擔任廣東鄉試正考官。乾隆五十二年（1787年）擔任會試同考官，乾隆五十四年（1789年）任吏部員外郎，后升任詹事府少詹事、翰林院侍讀學士。乾隆六十年（1795年）任詹事府詹事、提督廣東學政、內閣學士。嘉慶三年（1798年）擔任盛京兵部侍郎。
著有《蘭巖詩鈔》（嘉慶元年朱珪 (清朝)序）。与内务府正黄旗汉军进士百齡、内务府正白旗汉军长闱（字迈仁，进士舒贵家族）相唱和。

## 家庭
- 曾祖父文穆公馬齊。胞兄莊慤公李榮保，襄貞公馬斯喀，勤恪公馬武。
- 曾祖母戴佳氏。
- 祖父傅德，盛京刑部员外郎，卒于乾隆四年（1739年）。
- 父官登，江南江宁府知府。
- 胞弟公峨，贵州布政使、库车办事大臣。
- 妻尚氏，其父内务府正白旗汉军、热河总管、杭州与江宁织造福海（其孙女尚佳氏封道光帝之豫嬪）。胞姊尚氏，嫁乾隆癸卯科舉人輝發那拉氏延庚（父協理樂善園事務郎中兼公中佐領成文，胞姊納喇氏封道光帝之和妃）。
- 子惠吉，官陕甘总督；
- 孫麟秀，刑部郎中；鳳秀，盛京工部侍郎。
- 孙女富察氏，分别嫁同治壬戌科舉人宗室綿善（祖父諴密郡王弘暢），正红旗满洲、瓜爾佳氏吉昌（父福州將軍、兩江總督怡良）。

## 著作
《蘭巖诗稿》